# Akadémiai díjasok listája (1981–2000)
Az alábbi lista a Magyar Tudományos Akadémia évenként kiosztott Akadémiai Díjainak 1981 és 2000 közötti díjazottjait sorolja fel évenkénti felbontásban, az éveken belül a díjat odaítélő akadémiai osztályok számának sorrendjében.
- I. Nyelv- és Irodalomtudományok Osztálya
- II. Filozófiai és Történettudományi Osztály, 1991-től II. Filozófiai és Történettudományok Osztálya
- III. Matematikai és Fizikai Tudományok Osztálya, 1993-tól III/A. Matematikai Tudományok Osztálya és III/B. Fizikai Tudományok Osztálya, 1995-től III. Matematikai Tudományok Osztálya
- IV. Agrártudományok Osztálya
- V. Orvosi Tudományok Osztálya
- VI. Műszaki Tudományok Osztálya
- VII. Kémiai Tudományok Osztálya
- VIII. Biológiai Tudományok Osztálya
- IX. Gazdaság- és Jogtudományok Osztálya
- X. Föld- és Bányászati Tudományok Osztálya, 1991-től X. Földtudományok Osztálya
- XI. Fizikai Tudományok Osztálya (1995-től)

## 1981
- Bálint Andor
- Csernay László
- Csirik János (V. o.) matematikus
- Dániel Lajos (IV. o.)
- Danóczy Richárdné
- Dobó János (VII. o.)
- Faller Gusztáv (X. o.)
- Farkas Ottó (VI. o.)
- Hargitai László (IV. o.)
- Horváth István
- Kassay Árpád (X. o.)
- Kelemen Márta, H. (II. o.)
- Kéry László (I. o. )
- Kiss Antal
- Makay Árpád matematikus
- Manninger István
- Máté Eörs
- Mátyás Antal (IX. o.)
- Nagy Béla
- Németh János
- Rácz Dániel
- Retkes József
- Sain Béla (VIII. o.)
- Torma István
- Tóth Miklós
- Udvardy Andor
- Venetianer Pál
- Zimányi József (III. o.)

## 1982
- Abaffyné Dózsa Farkas Klára
- Balázs János (I. o.)
- Berend Iván (IX. o.)
- Czakó József (IV. o.)
- Dank Viktor (X. o.)
- Dobos László
- Filius István (IV. o.)
- Fonyó Attila (V. o.)
- Gárdos György
- Isépy István
- Kertay Zoltán
- Kovács András
- Kővágó László (II. o.)
- Loksa Imre
- Nagy András (IX. o.)
- Nagy Lajos (IX. o.)
- Pobozsny Mária (VIII. o.)
- Polyák László (VI. o.)
- Ruff Imre (VII. o.)
- Szabados József (III. o.) matematikus
- Téby Lajos
- Vitályos László
- Zicsi András

## 1983
- Bánházi Gyula
- Bartha Ferenc
- Batke József
- Bernáth Mária (I. o.)
- Bokodi József (IV. o.)
- Cseke Emília (VIII. o.)
- Csermely Jenő
- Dömölki Bálint matematikus
- Friedrich Péter
- Futó Iván (III. o.) matematikus
- Kalló Dénes (VII. o.)
- Köves Péter programtervező matematikus
- Németh Lajos
- Nikolics Károly (V. o.)
- Ováriné Kovács Judit
- Palotás László (VI. o.)
- Rédei Károly (I. o.) nyelvész, finnugrista
- Seprődi János
- Solti Magda
- T. Sós Vera (III. o.) matematikus
- Süpek Ottó (I. o.)
- Szabó András (IX. o.)
- Szentmihályi Sándor
- Szeredi Péter matematikus
- Teplán István
- Tömösközi István (VII. o.)

## 1984

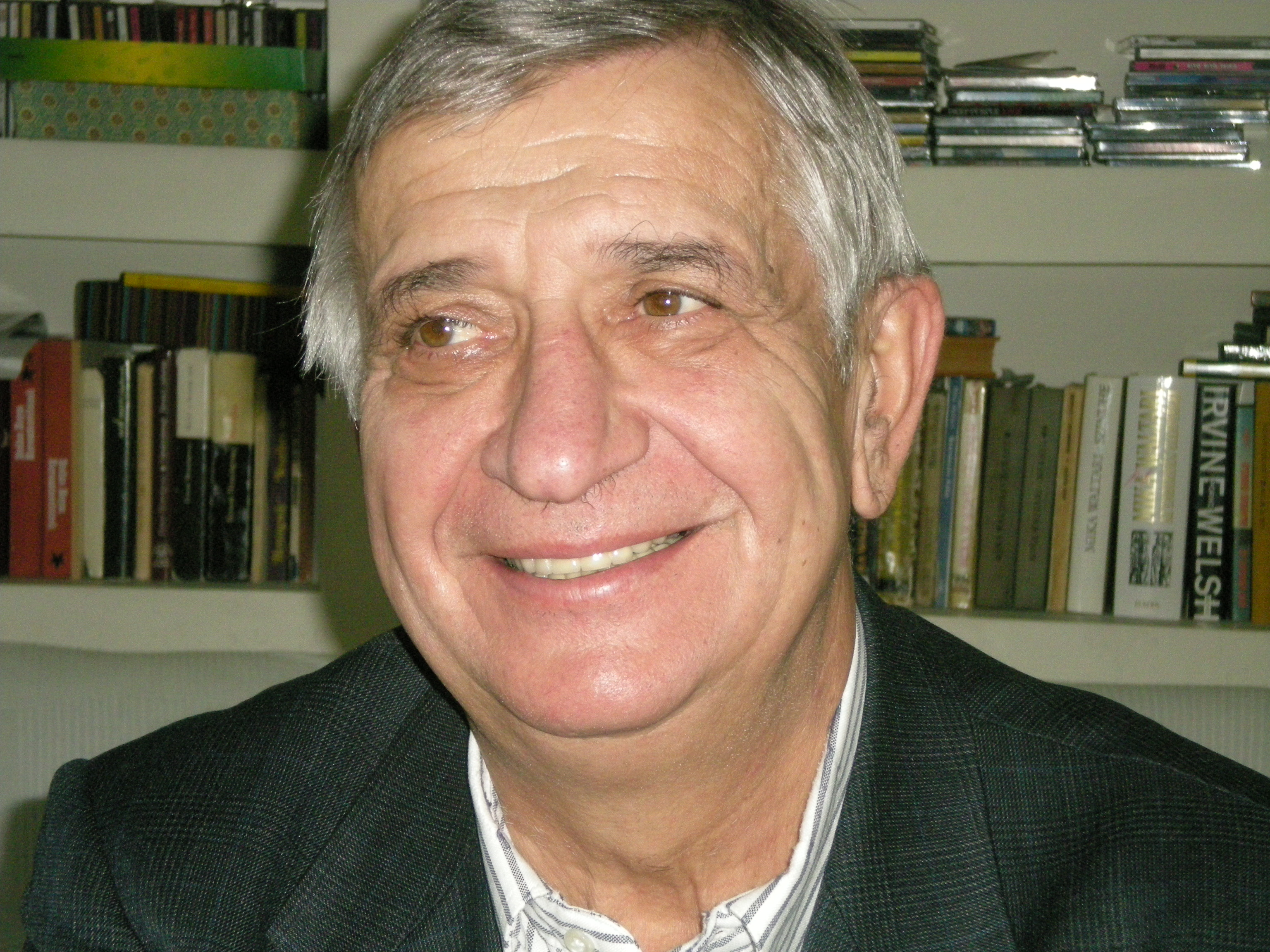
Demetrovics János

- I. o.: Mollay Károly nyelvész a Német–magyar nyelvi érintkezések a XVI. század végéig (Akadémiai Kiadó, 1982) című könyvéért, amely összefoglalóan tárja föl a magyar–német nyelvi érintkezések tudománytörténeti összefüggéseit, külső történetét;
- II. o.: Ormos Mária történész Padovától Trianonig (Kossuth, 1983) című monográfiájáért;
- III. o.: Fritz József, Major Péter, Szász Domokos és Krámli András matematikusok a matematikai statisztikus fizika modern elméletének hasznosításáért és az ebben elért, nemzetközileg elismert, kiemelkedő eredményeikért;
- IV. o.: Szániel Imre, Erdei Péter és Barabás Zoltán a hazánkban új gabonafajnak, a Triticum durumnak (durumbúzának) meghonosításáért, továbbá termesztésének, minőségvizsgálatának és feldolgozásának elindításáért;
- V. o.: Szeri Ilona, Anderlik Piroska és Bános Zsuzsa az immunmoduláns hatásoknak és a normál mikrobaflóra hiányának korábban nem ismert, a gyakorlat számára is jelentős biológiai következményeinek kimutatásáért;
- VI. o.: Imre László az összetett szerkezetek szimultán modellezésének és szimulációjának kidolgozásában elért kiemelkedő tudományos eredményeiért, szakirodalmi és iskolateremtő tevékenységéért;
- VII. o.: Sétáló György a modern immunszövettani módszerek hazai bevezetéséért és továbbfejlesztéséért, valamint e módszerek alkalmazásával a neuropeptideket tartalmazó idegelemek kutatása terén elért eredményeiért;
- VIII. o.: Ferenczy Lajos a tulajdonságátvitel eukarióta mikroorganizmusok protoplasztfúziójával a világon elsőként történt megvalósításáért, iskolateremtő tevékenységéért;
- IX. o.: Andorka Rudolf szociológus A társadalmi mobilitás változásai Magyarországon (Gondolat, 1982) című könyvéért, amely kiemelkedő tudományos színvonalon, monografikus formában dolgozza fel a megelőző évtizedek társadalmi alakulásában rendkívül fontos szerepet játszó és a társadalmi viszonyok alakulása szempontjából is nagy jelentőségű mobilitási folyamatok változásait 1930 óta;
- X. o.: Márton Péter és Márton Péterné a kőzetek paleomágneses tulajdonságainak meghatározására kidolgozott eljárásért, a mérésekhez szükséges műszercsoport kialakításáért, az így nyert és feldolgozott adatok eredményes – nemzetközileg is elismert – felhasználásáért összetett tektonikai szerkezetek meghatározására, magnetosztratigráfiai azonosításokra, ezek nemzetközi korrelálására, földtani és erőforrás-kutatási feladatokhoz;
- osztályközi díj: Demetrovics János, Knuth Előd, Békéssy András és Gyepesi György az SDLA-rendszer megalkotásáért és az ehhez kapcsolódó adatbázis-elméleti kutatásokban is kiemelkedő nemzetközi sikerek eléréséért;
- osztályközi díj: Gyulai József, Mezey Gábor, Kótay Endre, Lohner Tivadar és Manauba Iba Asrama az ionimplantált rétegek Rutherford-visszaszórással történő analízise és a plazmafalkölcsönhatás-vizsgálatok területén végzett, jelentős nemzetközi visszhangot kiváltó munkásságukért.[1]

## 1985
- I. o.: Kiss József (1923–1992) irodalomtörténész Petőfi Sándor összes műveinek kritikai kiadásáért;
- I. o.: Bakos Ferenc (1922–1996) nyelvész A magyar szókészlet román elemeinek története című művéért;
- II. o.: Varga János (1927–2008) levéltáros a 19. századi magyar történelemre vonatkozó forrásközléseiért és tanulmányaiért;
- III. o.: Horváth Zalán (1943–2011), Palla László (1948) és Forgács Péter (1953) fizikusok a fizikai kölcsönhatások egyesítését leíró mértékelméletek részecskeszerű megoldásainak vizsgálatáért és a szimmetriák eredetének magyarázatáért;
- IV. o.: Lomniczi Béla (1939) állatorvos a molekuláris biológiai módszerekkel alapvető, nemzetközileg is elismert összefüggések feltárásáért és jelentős, a gyakorlatban is hasznosítható virológiái kutatásaiért;
- V. o.: Bertók Loránd (1934) orvos, immunológus, mikrobiológus a bélflóra baktériumaiból felszabaduló endotoxinok immunológiai, kórtani, sugárbiológiai hatásainak és a szervezet természetes ellenálló-képességének korábban nem ismert, a gyakorlat számára is jelentős összefüggéseinek kimutatásáért;
- VI. o.: Géher Károly (1929–2006) villamosmérnök az elektronikus áramkörök és rendszerek érzékenységi és tűrésanalízise, az ezzel kapcsolatos számítógépes tervezési módszerek és programrendszerek létrehozása és gyakorlata területén elért jelentős eredményeiért;
- VII. o.: Gál Dezső (1926–2002) kémikus a szénhidrogének oxidációja terén végzett, nemzetközileg is elismert sikeres tudományos kutatásaiért;
- VIII. o.: Kondorosi Ádám (1946–2011) biológus, genetikus, Bánfalvi Zsófia (1954) és Kiss György Botond (1948) genetikusok, valamint Kondorosi Éva (1948) növénybiológus a biológiai nitrogénkötés molekuláris genetikai vizsgálatában elért, nemzetközileg is kiemelkedő eredményeiért, valamint Kondorosi Ádám jelentős iskolateremtő tevékenységéért;
- IX. o.: Kádár Béla (1934) közgazdász a nemzetközi munkamegosztásban végbemenő változások legfontosabb összetevőinek vizsgálata terén kifejtett jelentős tevékenységéért;
- X. o.: Joó István (1928–2007), Czobor Árpád (1941–1993), Füry Mihály és Thury József geodéták a Kárpát–Balkán régióban végbemenő jelenkori függőleges földkéregmozgások jellemzőinek levezetéséért és bemutatásáért;
- osztályközi díj: Lásztity Radomir (1929) biokémikus, a gabonafehérjék kémiája és biokémiája, valamint a gabonaminősítés területén végzett, nemzetközileg elismert kutatási-fejlesztési tevékenységéért, a gabonaminősítés fejlesztését és a gabonafehérjék optimális hasznosítását megalapozó kutatásaiért.[2]

## 1986
- I. o.: Walkó György (1920–1997) irodalomtörténész Faust és Mefisztó (Magvető Kiadó, 1982) című művéért;
- II. o.: Györffy György (1917–2000) történész A Magyarország gazdasága és társadalma az ezredfordulón (Akadémiai Kiadó, Budapest – Verlag H. Böhlau, Wien–Graz, 1984) című könyvéért;
- III. o.: Schlenk Bálint (1933–1985) atomfizikus posztumusz, Sarkadi László (1949) atomfizikus és Pálinkás József (1952) atomfizikus az atomi L-alhéjak ionizációja és az ezek során kilépő röntgensugárzás szögeloszlása terén elért eredményeikért;
- IV. o.: Simonné Kis Ibolya (1929) agrármérnök a hazai rizstermesztés nehézségeinek megszüntetéséért végzett tevékenységéért és új, kiváló minőségű rizsfajták előállításáért;
- V. o.: Elődi Zsuzsa (1933) hematológus, Füst György (1937) immunológus, Medgyesi György (1936) biokémikus, Szász Ilma (1937) immunológus és Szelényi Judit (1936) sejtbiológus  új hematológiai diagnosztikai és terápiás eljárások biokémiai és immunológiai kutatása terén elért eredményeikért;
- V. o.: Makara B. Gábor (1939) neuroendokrinológus a szervezet adaptációjában fontos két hipofízishormon, az ACTH és a növekedési hormon elválasztását szabályozó, idegi hormonokat termelő sejtek lokalizálásában és élettani szerepük leírásában elért fontos eredményeiért;
- VI. o.: Kőszegfalvi György (1932) településtudós a Regionális tervezés (Műszaki Könyvkiadó, 1982) és a Településfejlesztés, településpolitika (Kossuth Könyvkiadó, 1985) című könyveiben összefoglalt kutatási eredményeiért;
- VII. o.: Kajtár Márton (1929–1991) kémikus a kiroptikai spektroszkópia magyarországi meghonosításáért, az e területen folytatott kiváló együttműködő készségéért, és magas szintű tudományos ismeretterjesztő tevékenységéért;
- VIII. o.: Herodek Sándor (1935) limnológus, Ponyi Jenő (1929) zoológus, Bíró Péter (1943–2021) hidrobiológus, Ponyiné Zánkai Nóra (1932) hidrobiológus, Tátrai István hidrobiológus és Vörös Lajos (1944) hidrobotanikus a Balaton rendszeres és széles körű kutatásáért, amely alapot szolgáltatott annak megismerésére, hogy a megelőző másfél évtizedben milyen változásokat idézett elő a környezetszennyezés a tó élővilágában;
- IX. o.: Lőrincz Lajos (1935–2010) jogász, közigazgatás-tudós A közigazgatás kapcsolata a gazdasággal és a politikával (Közgazdasági és Jogi Könyvkiadó, 1981) című monográfiájáért;
- X. o.: Hámor Géza (1934–2007) geológus A nógrád–cserháti kutatási terület földtani viszonyai (Földtani Intézet Évkönyve sorozat, 1985) című monográfiájáért;
- osztályközi díj: Szejtli József (1933–2004) vegyészmérnök a ciklodextrinek kutatásában elért nemzetközileg is elismert kiemelkedő eredményeiért.[3]

## 1987
- I. o.: Illés László (1928–2012) és József Farkas (1921–2009) irodalomtörténészek a Befunde und Entwürfe (Akademie Verlag, Berlin, 1984) című, a magyar szocialista irodalom kialakulásáról, fejlődésének útjáról, a szocialista gondolat magyarországi térhódításáról, az e fejlődést kísérő vitákról, problémafelvetésekről áttekintést nyújtó műért;
- II. o.: Szász Zoltán (1940) történész, Barta Gábor (1943–1995) történész, Bóna István (1930–2001) régész, Miskolczy Ambrus (1947) történész, Péter Katalin (1937–2020) történész, Tóth Endre (1944) régész, Trócsányi Zsolt (1926–1987) történész, R. Várkonyi Ágnes (1928–2014) történész és Vékony Gábor (1944–2004) régész az Erdély története (Akadémiai Kiadó, 1986) című műben Erdély történetének marxista feltárásáért, bemutatásáért, a modern tudományosság követelményeinek megfelelő szaktudományos elemző szempontok alkalmazásáért;
- III. o.: Dörnyeiné Németh Judit (1932–2019) fizikus elméleti magfizikai kutatásaiért, különösen az összetett atommagok energiájának kiszámításainál, továbbá a nehézion-ütközések elméleti vizsgálatában elért nemzetközileg is nagyra értékelt eredményeiért;
- IV. o.: Bocz Ernő (1920–2010) agrármérnök a búza és általában a szántóföldi növények öntözési kultúrájának fejlesztéséért és az idényen kívüli öntözéses rendszer bevezetéséért, valamint az országos csapadékeloszlásról készült, világviszonylatban is újdonságnak számító tájékoztatófüzetéért, illetve hosszabb távú prognózisaiért;
- V. o.: Spät András (1940) orvos, fiziológus jelentős hozzájárulásáért a hormonok és ingerületátvivő anyagok molekuláris hatásmódjának megismeréséhez, számos, elsőként publikált tudományos megfigyeléséért, továbbá új tudományos vizsgálati módszer kialakításáért;
- VI. o.: Bokor József (1948) villamosmérnök, Horváth Sándor (1950) közlekedésmérnök, Keresztes Albert gépészmérnök, Nándori Ernő (1941–2005) építőmérnök és Várlaki Péter (1946) közlekedésmérnök a járművek dinamikus vizsgálatának és méretezési elméletének alapvető továbbfejlesztéséért;
- VII. o.: Galamb Vilmos (1951), Pályi Gyula (1936) és Ungváry Ferenc (1940) kémikusok az iparilag jelentős homogénkatalitikus karbonilezési reakciók mechanizmusának tisztázásáért;
- VII. o.: Fehér Zsófia (1944), Horvai György (1949) és Nagy Géza (1944) kémikusok az áramló oldatos elektroanalitikai méréstechnikák kifejlesztésében, tanulmányozásában és alkalmazásában végzett úttörő, nemzetközileg is elismert munkájukért;
- VIII. o.: Andrássy István (1927–2012) zoológus a talaj élővilága és a növényeken élősködő férgek ökológiai, rendszertani és származástani kutatásában elért eredményeiért;
- IX. o.: Sajó András (1949) jogtudós, Látszat és valóság a jogban (Közgazdasági és Jogi Könyvkiadó, 1986) című művéért;
- X. o.: Szilas A. Pál (1921–1991) bányamérnök, kiemelkedő, nemzetközi elismeréssel járó kutató-, valamint eredményes tudományos–közéleti munkásságáért, a kőolaj- és földgáz termelésének és szállításának egységes tudományágát megteremtő tudományos elméleteiért.[4]

## 1988
- I. o.: Tarnai Andor irodalomtörténész „A magyar nyelvet írni kezdik" – Irodalmi gondolkodás a középkori Magyarországon (Akadémiai Kiadó, 1984) című művéért;
- II. o.: Kemenczei Tibor Die Spätbronzezeit Nordostungarns (Akadémiai Kiadó, 1985) című művéért;
- III. o.: Bencze Gyula, Révai János és Doleschall Pál a kvantummechanikai néhánytest-probléma területén elért, nemzetközileg elismert, kiemelkedő tudományos eredményeikért;
- IV. o.: Farkas József több mint két évtizedes paradicsomnemesítési tevékenységéért;
- V. o.: Sugár János a daganatok kóroktana és differenciálódásának vizsgálata terén elért eredményeiért;
- VI. o.: Tarnai Tibor a szerkezeti topológia területén elért, nemzetközileg is elismert, nagy jelentőségű tudományos eredményeiért;
- VII. o.: Tóth Géza az új radioimmunoassay módszerek kidolgozásáért és a RIA diagnosztika magyarországi elterjesztésének sikeres munkájáért;
- VIII. o.: Polgár László, Orosz László és Patthy László a genetikai szabályozás egy elvileg új mechanizmusának, a fehérjék molekuláiban történő evolúció és a proteolitikus enzimcsaládok szerkezet–funkció összefüggéseinek tanulmányozása alapján, azok konkrét evolúciójának felfedezéséért;
- IX. o.: Szamel Lajos Az államigazgatás felelősségi rendszere (Közgazdasági és Jogi Könyvkiadó, 1986) című művéért;
- X. o.: Jámbor Áron a magyarországi pannon képződmények átfogó értékeléséért, mellyel a medencebeli szénhidrogén-, lignit- és vízkutatás tudományos alapjait teremtette meg, illetve fejlesztette tovább;
- osztályközi díj: Csiszár Imre a valószínűségszámítás és az információelmélet területén elért, nemzetközileg elismert tudományos eredményeiért.[5]

## 1989
- Andó Györgyi matematikus
- Bartha Gábor
- Benczur András matematikus
- Bernáth Gábor (VII. o.)
- Bodri Bertalan
- Füredi Zoltán matematikus
- Galavics Géza (II. o.)
- Hannák László matematikus
- Heppes Aladár matematikus
- Katona Gyula matematikus
- Kertész Zoltán
- Kováts Zoltán (IV. o.)
- Madarász Tibor (IX. o.)
- Matkó János
- Matuz János
- Mentes Gyula (X. o.)
- Pomogáts Béla (I. o.) irodalomtörténész
- Rezső Tibor matematikus
- Somogyi Béla
- Szabó Gábor, ifj.
- Sziklavári János (VI. o.)
- Szöllősi János (VIII. o.)
- Tarnóczy Tamás (III. o.)
- Trón Lajos
- Urbán Aladár (II. o.)
- Varga Péter fizikus?

## 1990
- Baranyi András (VI. o.)
- Bartha Adorján (IV. o.)
- Dévai György
- Ehrlich Éva (IX. o.)
- Erdei Anna immunológus, egyetemi tanár, az MTA levelező tagja
- Gallé László (VIII. o.)
- Gyenes György (V. o.)
- Haszpra László
- Havas Jenő (VII. o.)
- Kaffka Károly
- Kertész János
- Kovalovszky Miklós (I. o.)
- Móricz Ferenc (III. o.)
- Podani János (ELTE Növényrendszertani és Ökológiai Tanszék)
- Rácz István (II. o.)
- Rácz Zoltán (III. o.)
- Rajnavölgyi Éva (VIII. o.)
- Sármány Gabriella
- Schipp Ferenc
- Szilágyi István (X. o.)
- Turányi Tamás
- Vicsek Tamás fizikus, akadémikus

## 1991
- Ádám László
- Ambrózy Pál
- Bálint Csanád (II. o.)
- Galambos József
- Gerendai Ida (V. o.)
- Horányi György (VII. o.)
- Horváth József (IV. o.)
- Juhász Ágoston (X. o.)
- Kemény Tamás (III. o.)
- Kiss Lajos (I. o.) [halott link]
- Kozma Ferenc közgazdász
- Laczkovich Miklós (III. o.) matematikus
- Lázár Gyula (VIII. o.)
- Marosi Sándor
- Mezősi Gábor
- Mistéth Endre (VI. o.) hídépítő mérnök, miniszter
- Rajkai Kálmán
- Réthelyi Miklós
- Somogyi Sándor
- Szilárd Jenő
- Timár János (IX. o.)
- Vincze Imre

## 1992
- Bedő Zoltán
- Brindza Béla matematikus
- Egri Péter ( I. o.) irodalomtörténész
- Erdei László
- Gaál István
- Győry Kálmán
- Horváth Ferenc (X. o.)
- Kondor Imre (III. o.) fizikus
- Litván György (II. o.) történész
- Mesterházy Ákos (IV. o.)
- Pálinkás Gábor (VII. o.)
- Patkós András fizikus
- Pethő Attila (III. o.) matematikus
- Pócsik György (III. o.) fizikus
- Szunics László
- Tuba Zoltán (VIII. o.)
- Vesztergombi György fizikus
- Voith Márton (VI. o.)
- Zalai Ernő (IX. o.)
- Zsoldos Ferenc

## 1993
- Angelusz Róbert (IX. o.)
- Bakró-Nagy Marianne (I. o.)
- Bányai László
- Borza Tibor
- Csúcs Sándor
- Dobó Attila
- Fancsaly Éva
- Fejes István (X. o.)
- Gausz János
- Gömöry András (V. o.)
- Gyurkovics Henrik
- Honti László
- Hopp Lajos (I. o.)
- Iványi Emma (II. o.)
- Karai János (IV. o.)
- Kázmérné Sal Éva
- Kiss István (VIII. o.) genetikus
- Maróy Péter
- Mihály Szabolcs
- Novák Lajos (VII. o.)
- Rédei Károly nyelvész
- Simonovits Miklós (III. o.) matematikus
- Szabad János
- Tardos Róbert
- Tarnay Kálmán (VI. o.)
- Varga Márta

## 1994
- Andó István (VIII. o.)
- Árkai Péter (X. o.)
- Barna B. Péter (III. o.)
- Csákány Béla matematikus
- Czédli Gábor matematikus
- de Châtel Rudolf (V. o.)
- Dulácska Endre (VI. o.)
- Járó Zoltán (IV. o.)
- Juhász A. Zoltán (VII. o.)
- Kázmér Miklós (I. o.)
- Monostori Éva
- Palánkai Tibor (IX. o.)
- Soltész Gyula (V. o.)
- Szabó László (III. o.) matematikus
- Szendrei Ágnes matematikus

## 1995
- Balogh Antal (III. o.) matematikus
- Bognár Sándor (IV. o.)
- Diószegi István (II. o.)
- Falus András (V. o.)
- Jambrik Rozália (X. o.)
- Lamm Vanda (IX. o.)
- Lévai Imre (VI. o.)
- Madai László
- Pálóczi Katalin
- Printz János matematikus
- Ruzsa Z. Imre matematikus
- Sárközi András matematikus
- Sík Tibor (VIII. o.)
- Somosvári Zsolt
- Szilágyi Gábor
- Sztaricskai Ferenc (VII. o.)
- Tél Tamás (III. o.)
- Vizkelety András (I. o.) irodalomtörténész, filológus

## 1996
- Büky Béla
- Diófási Lajos (IV. o.)
- Faigel Gyula
- Gerstner Károly
- Görgits Ferenc
- Halász Sándor
- Halmai Péter (IX. o.)

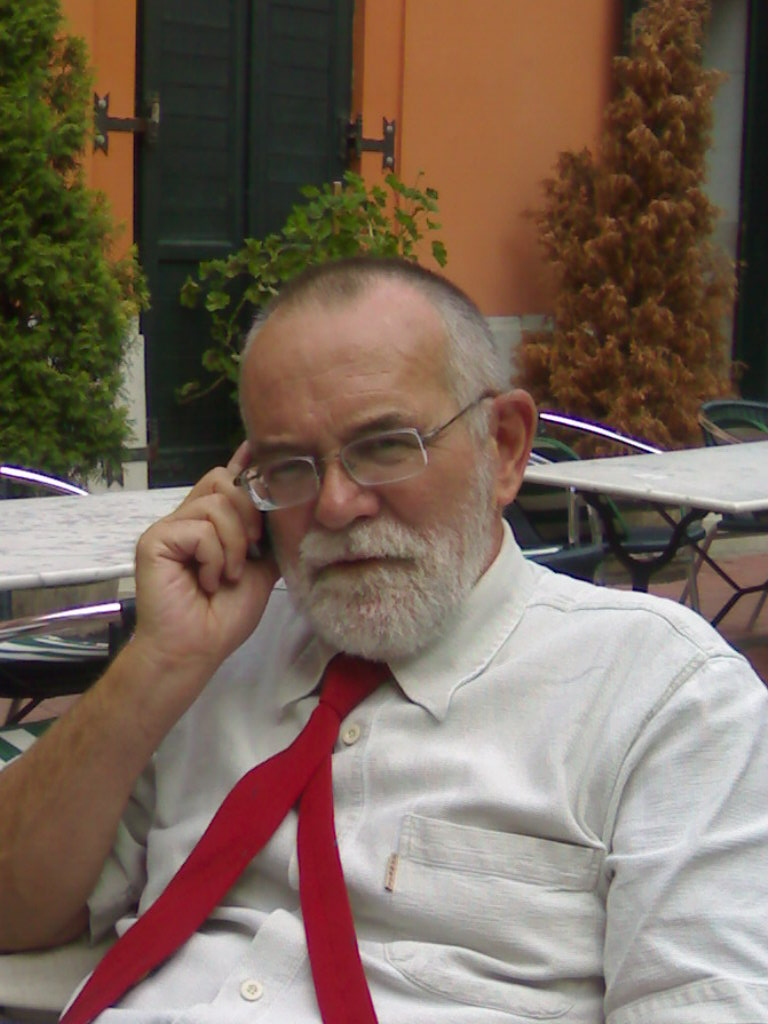
Pléh Csaba

- Hatvani László (III. o.) matematikus
- Hexendorf Edit
- Hollósi Miklós (VII. o.)
- Horváth László
- Horváth Tibor
- Hudecz Ferenc
- Hunyár Mátyás
- Lázár József (VI. o.)
- Ligeti Erzsébet (V. o.)
- Mahunka Sándor (VIII. o.)
- Pekker Sándor (XI. o.,)
- Pléh Csaba (II. o.) pszichológus
- S. Hámori Antónia (I. o.)
- Tegze Miklós (XI. o.)
- Vörös Attila (X. o.)
- Zaicz Gábor

## 1997
- Bíró Ferenc (I. o.) irodalomtörténész
- Bíró Tamás Sándor fizikus
- Csatári Bálint (IX. o.) geográfus
- Csikor Ferenc (XI. o.) fizikus
- Fodor Zoltán fizikus
- Freund Tamás (V. és VIII. o.) neurobiológus, az MTA tagja.
- Juhász István (III. o.) matematikus
- Klinghammer István (X. o.) geográfus, térképész, akadémikus
- Kovács László (V. o.) [halott link]
- L. Nagy Zsuzsa (II. o.)
- Módis László (VIII. o.)
- Molnár Árpád (VII. o.)
- Molnár Kálmán (IV. o.)
- Starosolszky Ödön (VI. o.)
- Szesztay Károly
- Venetianer Anikó

## 1998
- Bárány Imre matematikus
- Fejes Tóth Gábor (III. o.) matematikus
- Gergely Jenő (II. o.)
- Ginsztler János (VI. o.)
- Hornok László
- Kopper László (V. o.)
- Lovas Rezső (XI. o.)
- Makai Endre matematikus
- Mayer István (VII. o.)
- Pach János matematikus
- Siptár Péter (I. o.)
- Steiner Ferenc (X. o.)
- Szalai Erzsébet (IX. o.)
- Szundy Tamás (IV. o.)
- Tímár József

## 1999

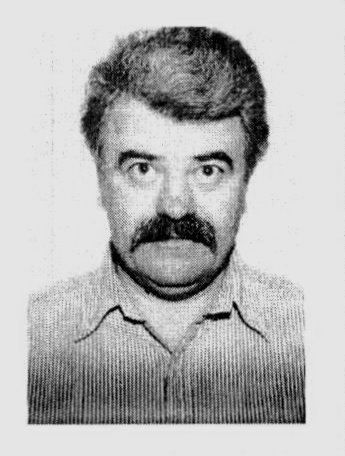
Csörgő Sándor

- Csörgő Sándor (III. o.) matematikus
- Egriné Abaffy Erzsébet (I. o.)
- Furka Árpád (VII. o.) vegyész (a kombinatorikus kémia kutatója)
- Gordos Géza
- Gundel János
- Hetényi Magdolna (X. o.)
- Janszky József (XI. o.)
- Kosztolányi György (V. o.)
- Kovács László (II. o.)
- Németh Géza
- Olaszy Gábor (VI. o.)
- Rácz Endre (posztumusz)
- Szathmáry Eörs (VIII. o.)
- Takács György
- Tatai Péter
- Vicsi Klára
- Wittmann Mihály (IV. o.)
- Zlinszky János (IX. o.)

## 2000
- Battha László, az MTA Geodéziai és Geofizikai Kutatóintézetének tudományos munkatársa,
- Dóbé Sándor (VII. o.) , a kémiai tudomány doktora, az MTA Kémiai Kutatóközpontjának tudományos tanácsadója
- Dobszay László (I. o.) , a zenetudomány kandidátusa, az MTA Zenetudományi Intézetének tudományos főmunkatársa
- Elekes Károly (VIII. o.) , a biológiai tudomány doktora, az MTA Balatoni Limnológiai Kutatóintézetének igazgatóhelyettese
- Járai Antal (IV. o.) ,a matematikai tudomány kandidátusa, az ELTE Informatikai Intézete Numerikus Analízis Tanszékének tudományos főmunkatársa;
- Kalmár János (X. o.) , a műszaki tudomány kandidátusa, az MTA Geodéziai és Geofizikai Kutatóintézetének tudományos főmunkatársa
- Kassai Tibor, az állatorvos- tudomány doktora, az Állatorvostudományi Egyetem nyugalmazott egyetemi tanára,
- Knyihár Erzsébet, az orvostudomány doktora, a Szent-Györgyi Albert Orvostudományi Egyetem Neurológiai Klinikai Kutatólaboratóriumának vezetője, tudományos tanácsadó
- Kozma Ferenc (IX. o.) , a közgazdaság-tudomány doktora, a Budapesti Közgazdaság- tudományi Egyetem Külgazdasági Tanszékének nyugalmazott egyetemi tanára
- Monigl János (VI. o.) , a műszaki tudomány kandidátusa, a Transman Közlekedési Rendszergazdálkodási Tanácsadó Kft. ügyvezető igazgatója
- Romsics Ignác (III. o.) , a történelemtudomány doktora, az ELTE Új- és Legújabb Kori Magyar Történeti Tanszékének egyetemi tanára
- Rudas Péter, az állatorvos-tudomány doktora, a Szent István Egyetem tanszékvezető egyetemi tanára
- Somogyi József, a műszaki tudomány doktora, az MTA Geodéziai és Geofizikai Kutatóintézetének tudományos tanácsadója
- Sótonyi Péter (V. o.) , az orvostudomány doktora, a Semmelweis Orvostudományi Egyetem Igazságügyi Orvostani Intézetének tanszékvezető egyetemi tanára
- Stipkovits László (IV. o.) , az állatorvos-tudomány doktora, az MTA Állatorvos-tudományi Kutatóintézetének tudományos tanácsadója
- Szabó Gábor (XI. o.) , a fizikai tudomány doktora, a Szegedi Tudományegyetem Optikai és Kvantumelektronikai Tanszékének egyetemi tanára.
- Szendrei Janka a zenetudomány kandidátusa, az MTA Zenetudományi Intézetének osztályvezetője
- Závoti József, a műszaki tudomány kandidátusa, az MTA Geodéziai és Geofizikai Kutatóintézetének igazgatója

## Akadémiai Díj
- Akadémiai díjasok listája (1961–1980)
- Akadémiai díjasok listája (2001–2010)